# Helicoconis laufferina
Helicoconis laufferina är en insektsart som beskrevs av Navás 1913. Helicoconis laufferina ingår i släktet Helicoconis och familjen vaxsländor. Inga underarter finns listade i Catalogue of Life.